# Zimowe Mistrzostwa Polski Seniorów w Lekkoatletyce 1950
12. Zimowe mistrzostwa Polski Seniorów w Lekkoatletyce  – zawody sportowe, które rozegrano 18 i 19 lutego 1950 w hali WKKF w Przemyślu.

## Rezultaty

### Mężczyźni
| Konkurencja:              | 1. miejsce                                                                 | Rezultat | 2. miejsce                            | Rezultat | 3. miejsce                             | Rezultat |
| Bieg na 50 m              | Tadeusz Antonowicz Włókniarz Łódź                                          | 6,0      | Zygmunt Buhl Ogniwo Kraków            | 6,1      | Zdobysław Stawczyk AZS Poznań          | 6,2      |
| Bieg na 800 m             | Roman Korban Spójnia Gdańsk                                                | 2:08,2   | Tadeusz Bartecki Warta Poznań         | 2:08,6   | Andrzej Jackiewicz Gwardia Lublin      | 2:08,8   |
| Bieg na 3000 m            | Edmund Potrzebowski AZS Szczecin                                           | 9:11,8   | Mieczysław Lewicki Kolejarz Toruń     | 9:12,2   | Jan Kielas Budowlani Gdańsk            | 9:12,8   |
| Bieg na 50 m przez płotki | Tadeusz Krzyżanowski Spójnia Gdańsk                                        | 7,4      | Edward Adamczyk Kolejarz Poznań       | 7,4      | Aleksander Ogłoblin Ogniwo Warszawa    | 7,6      |
| Sztafeta 4 × 50 m         | Budowlani Gdańsk Stanisław Iwanowski Jerzy Rabenda Gerard Mach Henryk Mach | 25,8     | Warta Poznań                          | 25,9     | Spójnia Gdańsk                         | 26,2     |
| Sztafeta 10 × 40 m        | Budowlani                                                                  | 56,4     | Kolejarz                              | 58,6     | LZS                                    | 58,8     |
| Sztafeta 3 × 800 m        | AZS Wrocław                                                                | 7:04,2   | Spójnia Gdańsk                        | 7:07,3   | Budowlani Gdańsk                       | 7:07,5   |
| Skok wzwyż                | Jan Skałbania AZS Poznań                                                   | 1,80     | Leonard Spychalski Budowlani Szczecin | 1,75     | Makowski Kolejarz Warszawa             | 1,75     |
| Skok o tyczce             | Marian Małecki Spójnia Wrocław                                             | 3,41     | Andrzej Krzesiński Spójnia Gdańsk     | 3,41     | Herbert Szendzielorz Lignoza Krywałd   | 3,30     |
| Skok w dal                | Edward Adamczyk Kolejarz Poznań                                            | 6,96     | Wacław Kuźmicki Budowlani Chorzów     | 6,51     | Stanisław Kowal Ogniwo Warszawa        | 6,41     |
| Trójskok                  | Marian Hoffmann Kolejarz Katowice                                          | 13,58    | Wacław Kuźmicki Budowlani Chorzów     | 13,48    | Tadeusz Starybrat Gwardia Warszawa     | 13,33    |
| Trójskok z miejsca        | Wacław Kuźmicki Budowlani Chorzów                                          | 9,03     | Bohdan Kozerski Budowlani Gdańsk      | 8,95     | Zdobysław Stawczyk AZS Poznań          | 8,84     |
| Pchnięcie kulą            | Edward Adamczyk Kolejarz Poznań                                            | 14,55    | Tadeusz Krzyżanowski Spójnia Gdańsk   | 14,52    | Sławomir Zieleniewski Budowlani Gdańsk | 13,26    |

### Kobiety
| Konkurencja:              | 1. miejsce                                                                 | Rezultat | 2. miejsce                                                                          | Rezultat | 3. miejsce                                                                     | Rezultat |
| Bieg na 50 m              | Rita Milewska LZS Żurawica Medyka                                          | 7,2      | Irena Kuźmicka Budowlani Chorzów                                                    | 7,2      | Mieczysława Moder Budowlani Gdańsk                                             | 7,3      |
| Bieg na 500 m             | Halina Sadura Związkowiec Łódź                                             | 1:31,4   | Elżbieta Bocian Budowlani Gdańsk                                                    | 1:32,4   | Michalina Piwowar Stal Katowice                                                | 1:32,6   |
| Bieg na 50 m przez płotki | Janina Gościniak Kolejarz Toruń                                            | 8,2      | Aniela Mitan Związkowiec Kraków                                                     | 8,4      | Leokadia Penners Kolejarz Gdańsk                                               | 8,4      |
| Sztafeta 4 × 50 m         | LZS Żurawica Medyka Helena Jucha Maria Wójcik Teresa Golanka Rita Milewska | 29,8     | Budowlani Gdańsk Honorata Gutkowska Gabriela Hećko Helena Czerska Mieczysława Moder | 30,0     | Kolejarz Toruń Felicja Orsztynowicz Danuta Zakrzewska Bratek Krystyna Kowalska | 30,2     |
| Sztafeta 10 × 40 m        | Budowlani Chorzów                                                          | 63,6     | Spójnia Grudziądz                                                                   | 64,5     | Kolejarz Toruń                                                                 | 65,1     |
| Skok wzwyż                | Zofia Borowiec Olsza Kraków                                                | 1,415    | Leokadia Penners Kolejarz Gdańsk                                                    | 1,415    | Bogumiła Herda Stal Katowice                                                   | 1,415    |
| Skok w dal                | Gertruda Gębolis Budowlani Chorzów                                         | 5,00     | Janina Gościniak Kolejarz Toruń                                                     | 4,90     | Krystyna Kowalska Kolejarz Toruń                                               | 4,90     |
| Pchnięcie kulą            | Magdalena Breguła Stal Katowice                                            | 11,62    | Jadwiga Konik Kolejarz Kraków                                                       | 11,56    | Anna Cieślewicz LZS Żurawica Medyka                                            | 11,42    |